# Fjodor Rokotov
Fjodor Stěpanovič Rokotov (rusky Фёдор Степа́нович Ро́котов; 1736 – 24. prosince 1808) byl ruský malíř známý především jako portrétista. Narodil se jako nevolník rodu Repninů. Studoval na petrohradské Umělecké akademii a poté, co se vykoupil z poddanství na konci 50. let 18. století, začal se živit jako portrétista.
Roku 1765 byl zvolen členem akademie, neučil tam však dlouho a ještě téhož roku se vrátil do Moskvy, kde strávil zbytek života. K jeho známým dílům patří portréty Alexandry Struské (1772, někdy nazývám „Ruská Mona Lisa“), hraběnky Elisabeth Santiové (1785) a obraz Dáma v růžových šatech (70, léta).
Rokotov se vyhýbal formálním portrétům s množstvím ozdob a dekorací. Byl průkopníkem psychologického portrétu v Rusku.

## Galerie

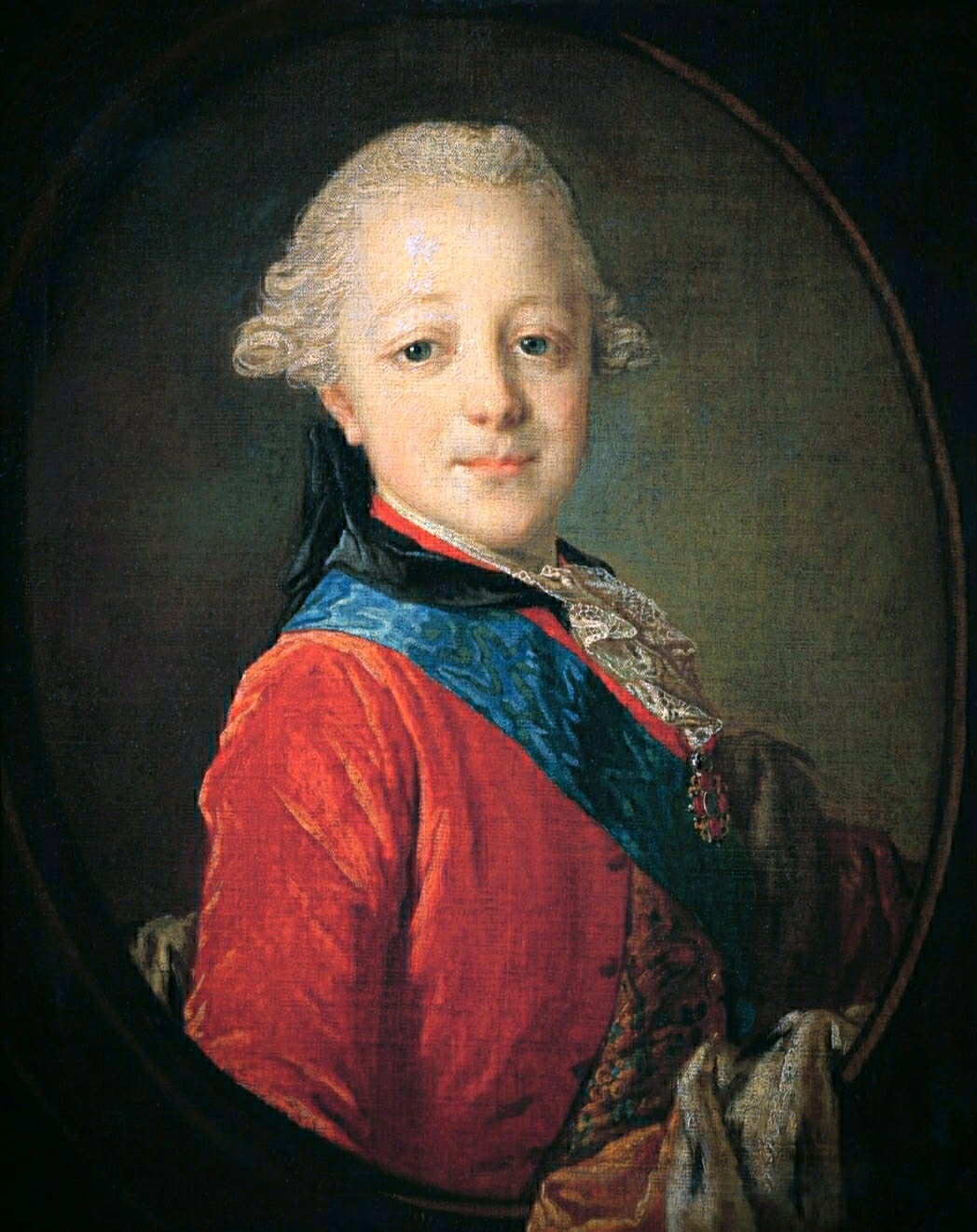
Portrét Pavla I. v dětských letech, 1761
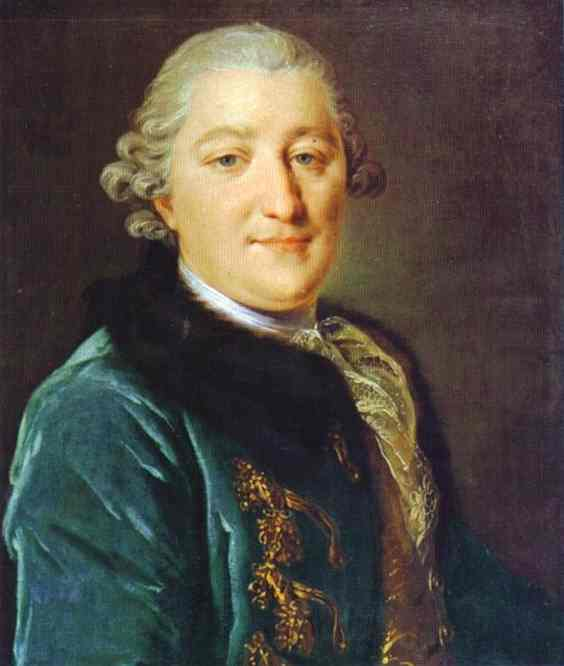
Portrét hraběte I. G. Orlova, 1762–1765
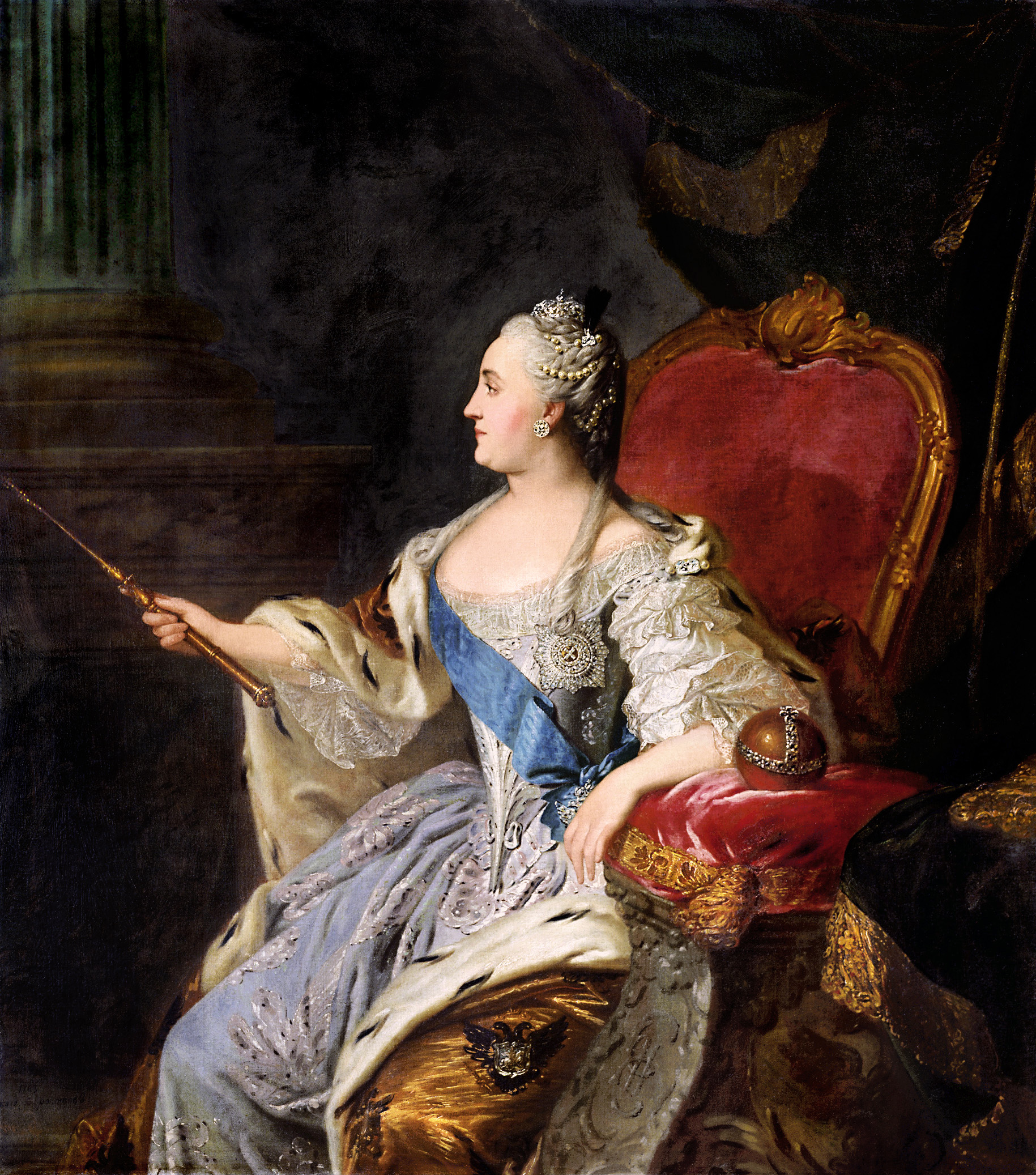
Portrét Kateřiny II., 1763
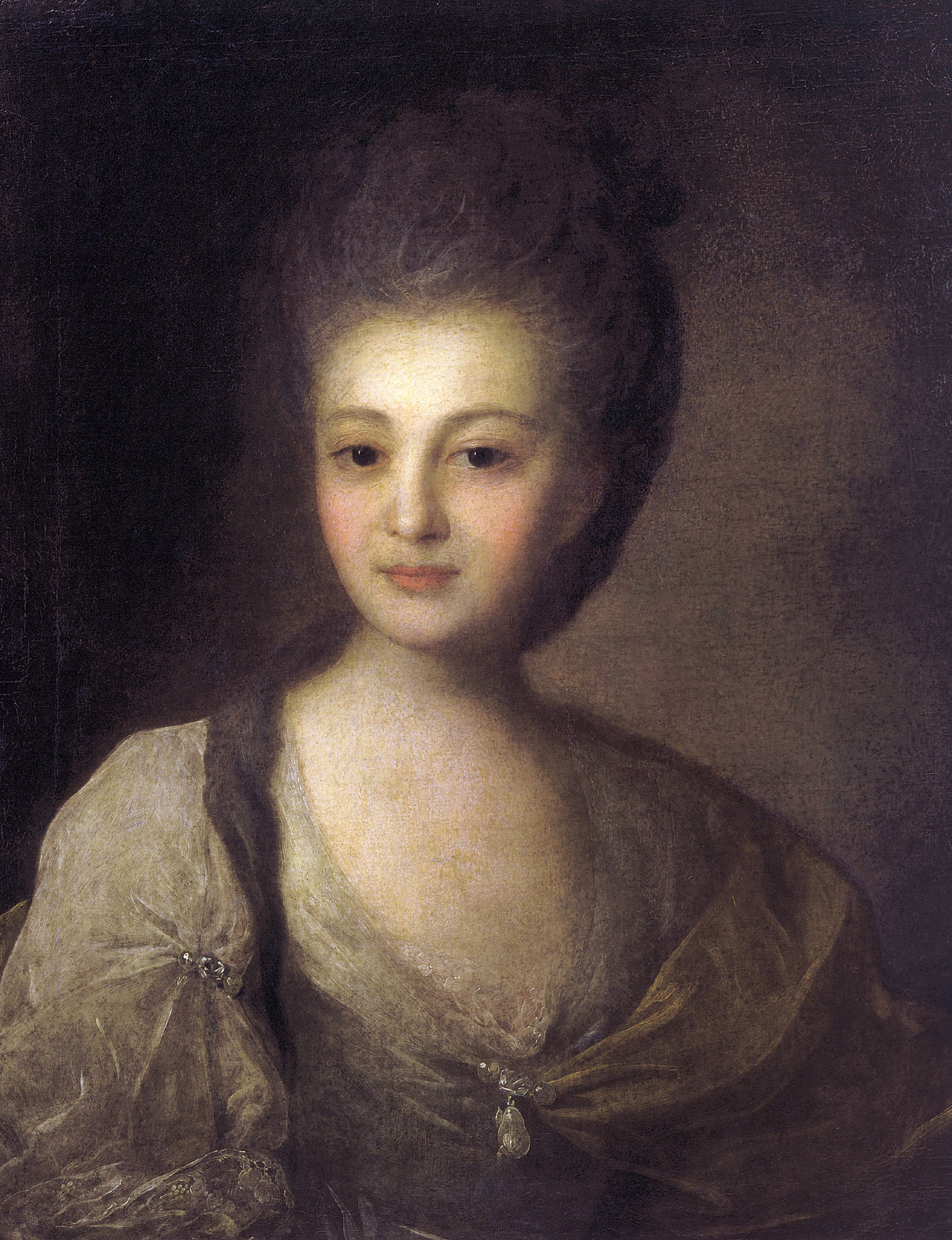
Portrét Alexandry Struské, 1772
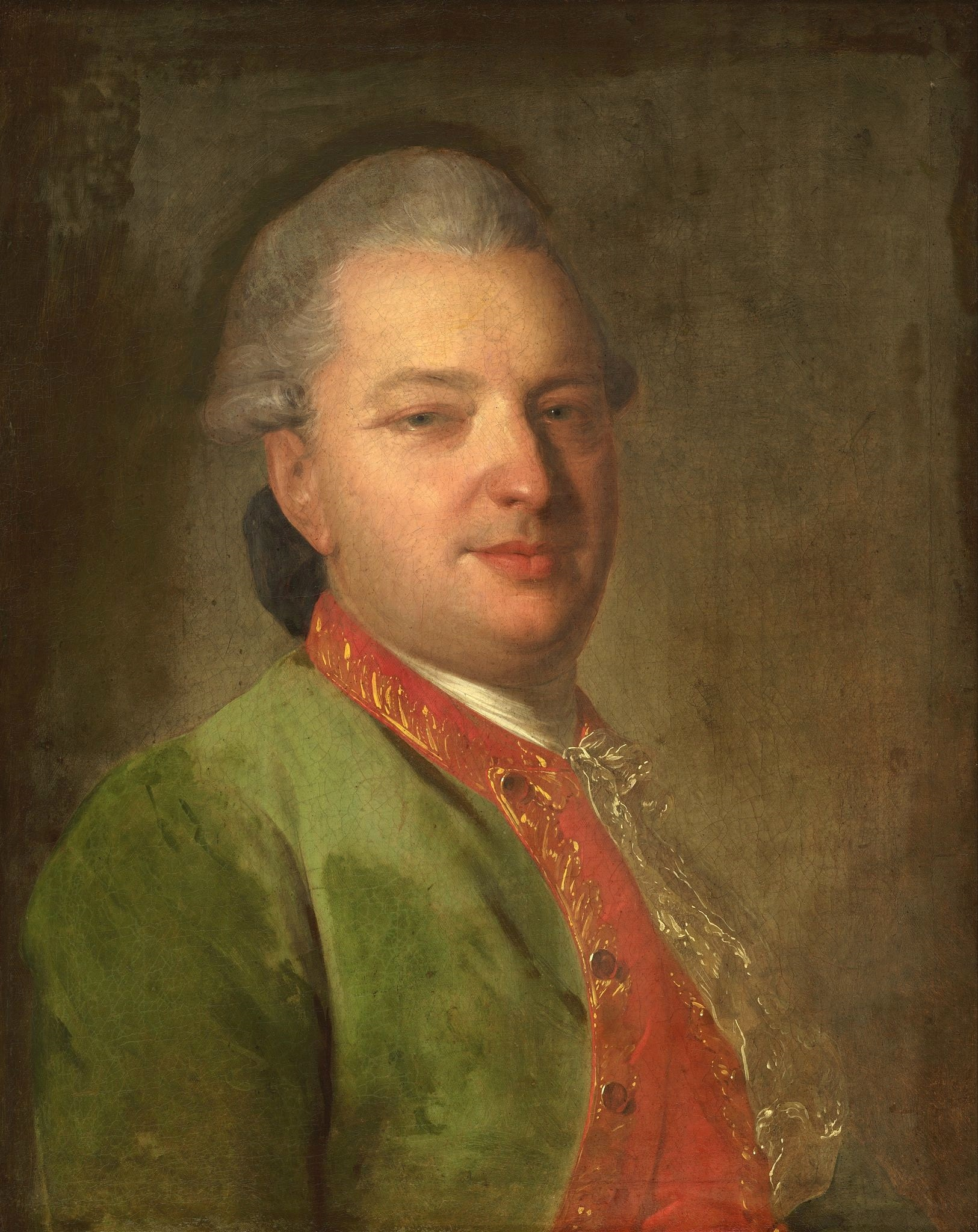
Portrét V. I. Majkova, 1775
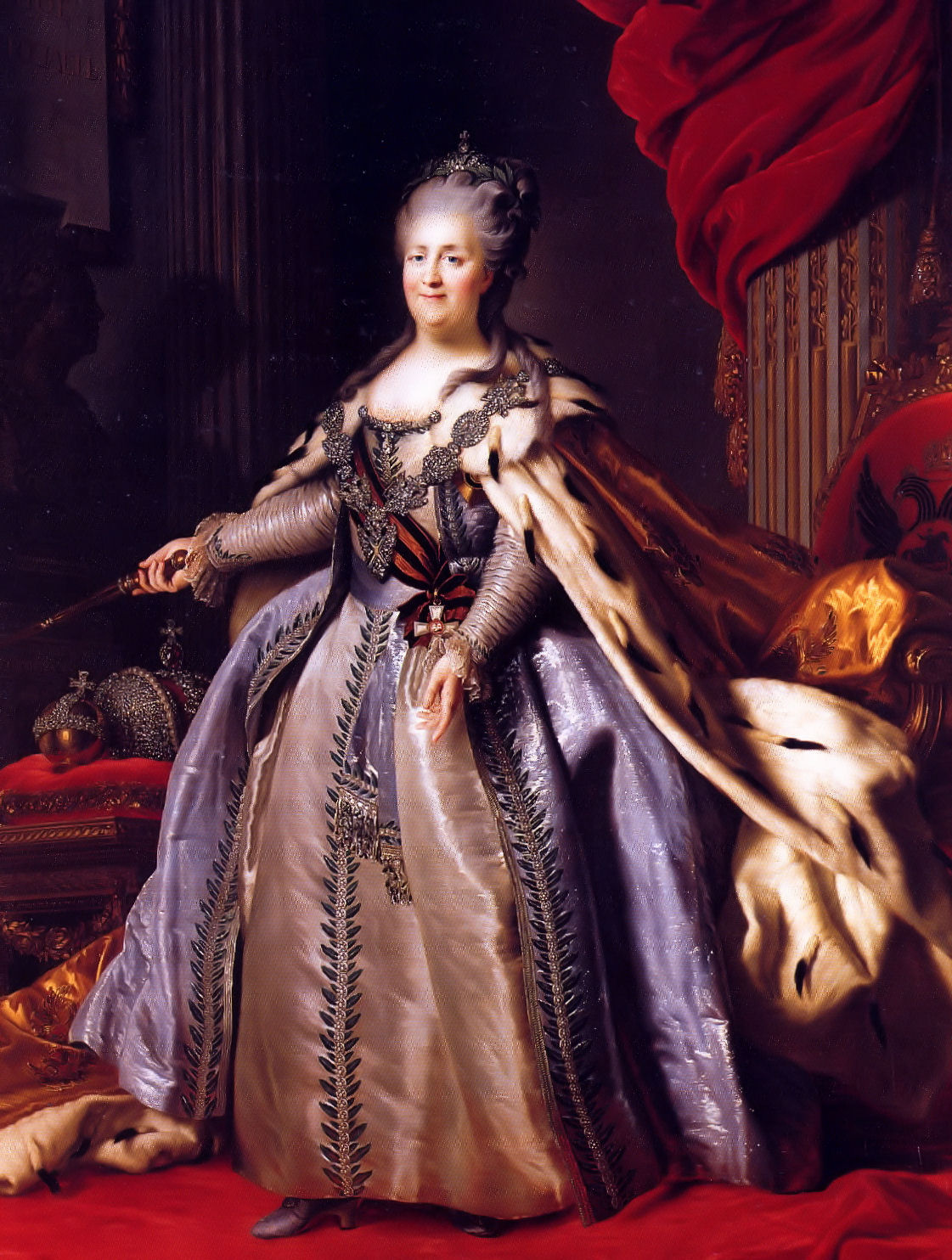
Portrét Kateřiny II., asi 1780
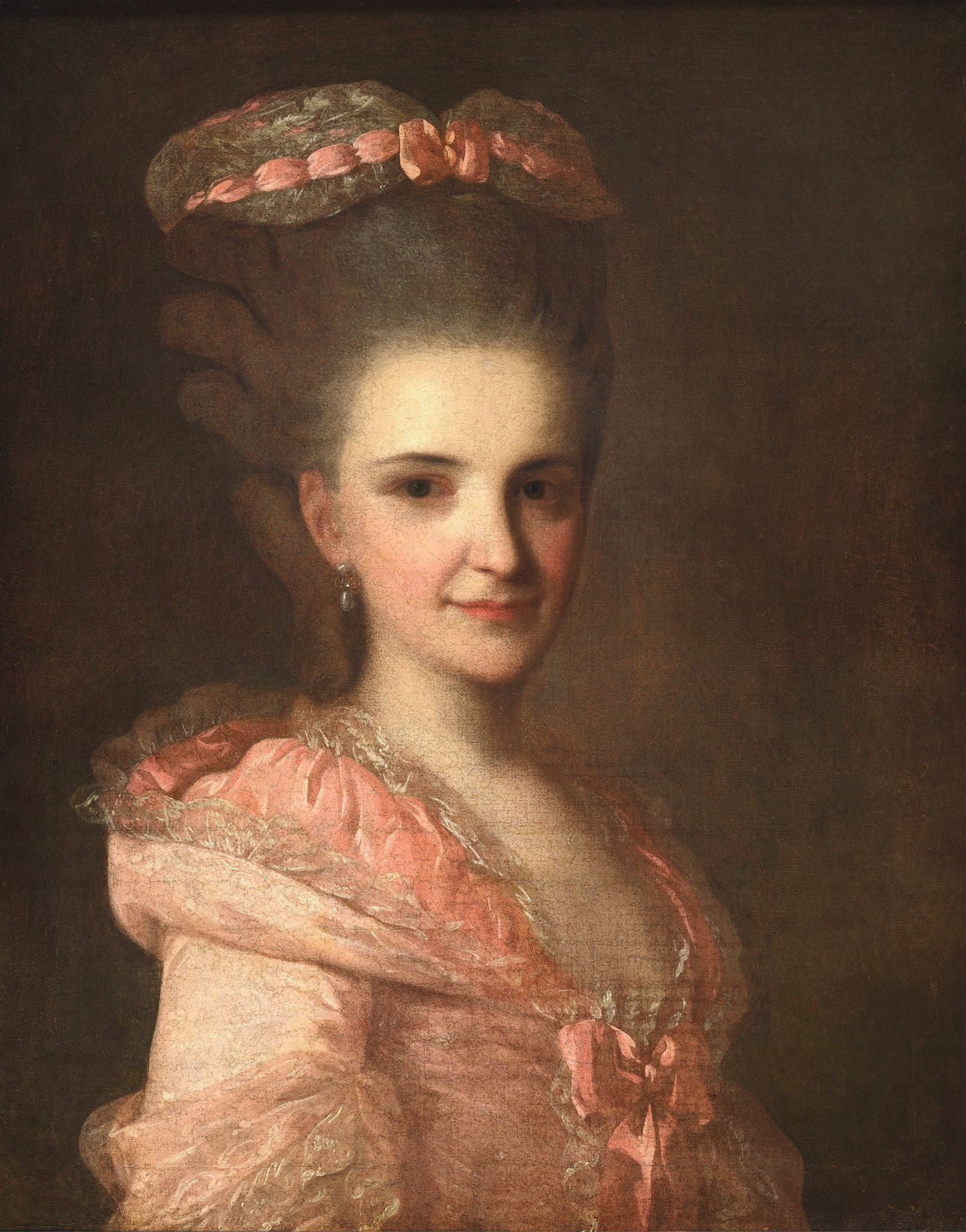
Dáma v růžových šatech
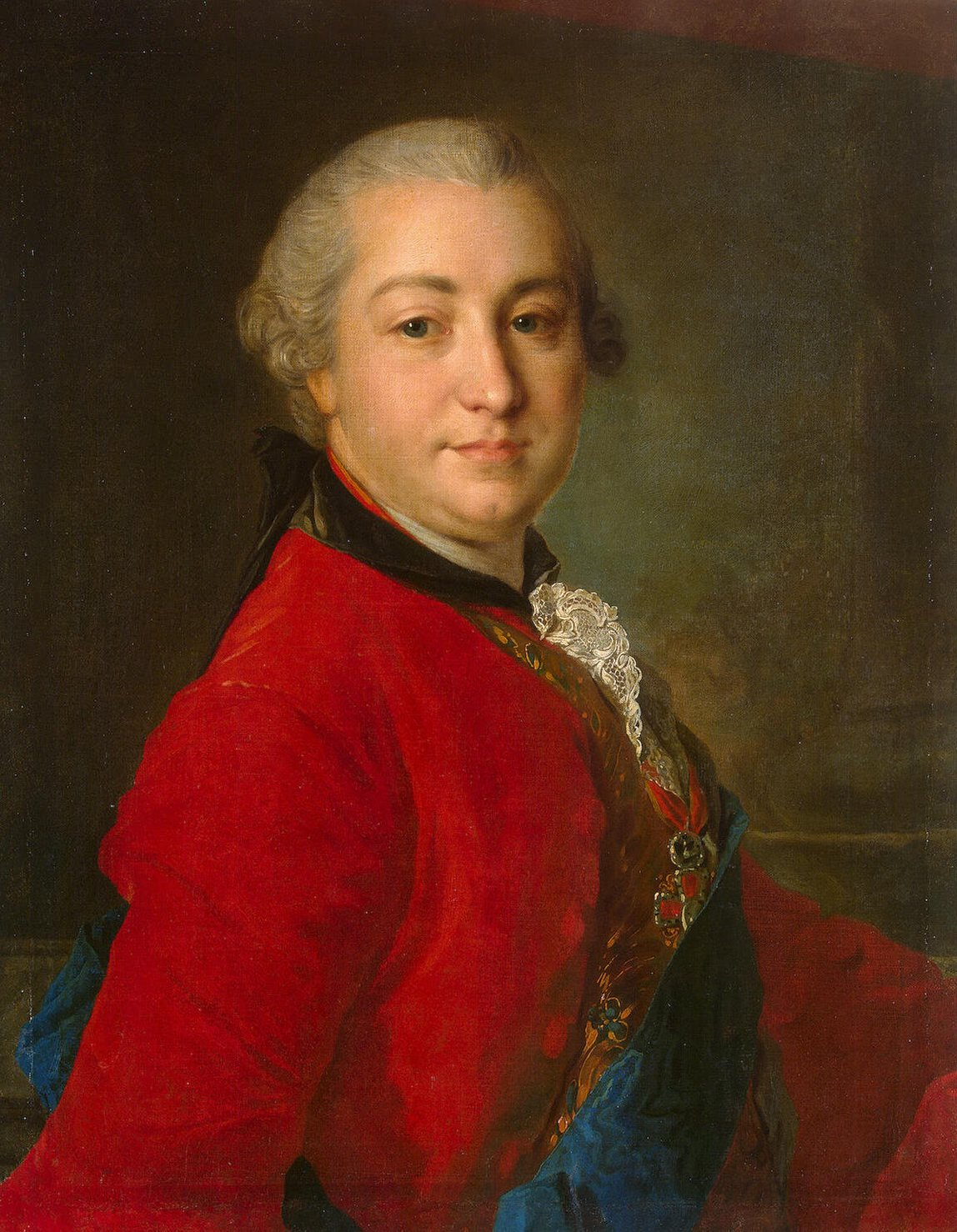
Portrét I. I. Šuvalova
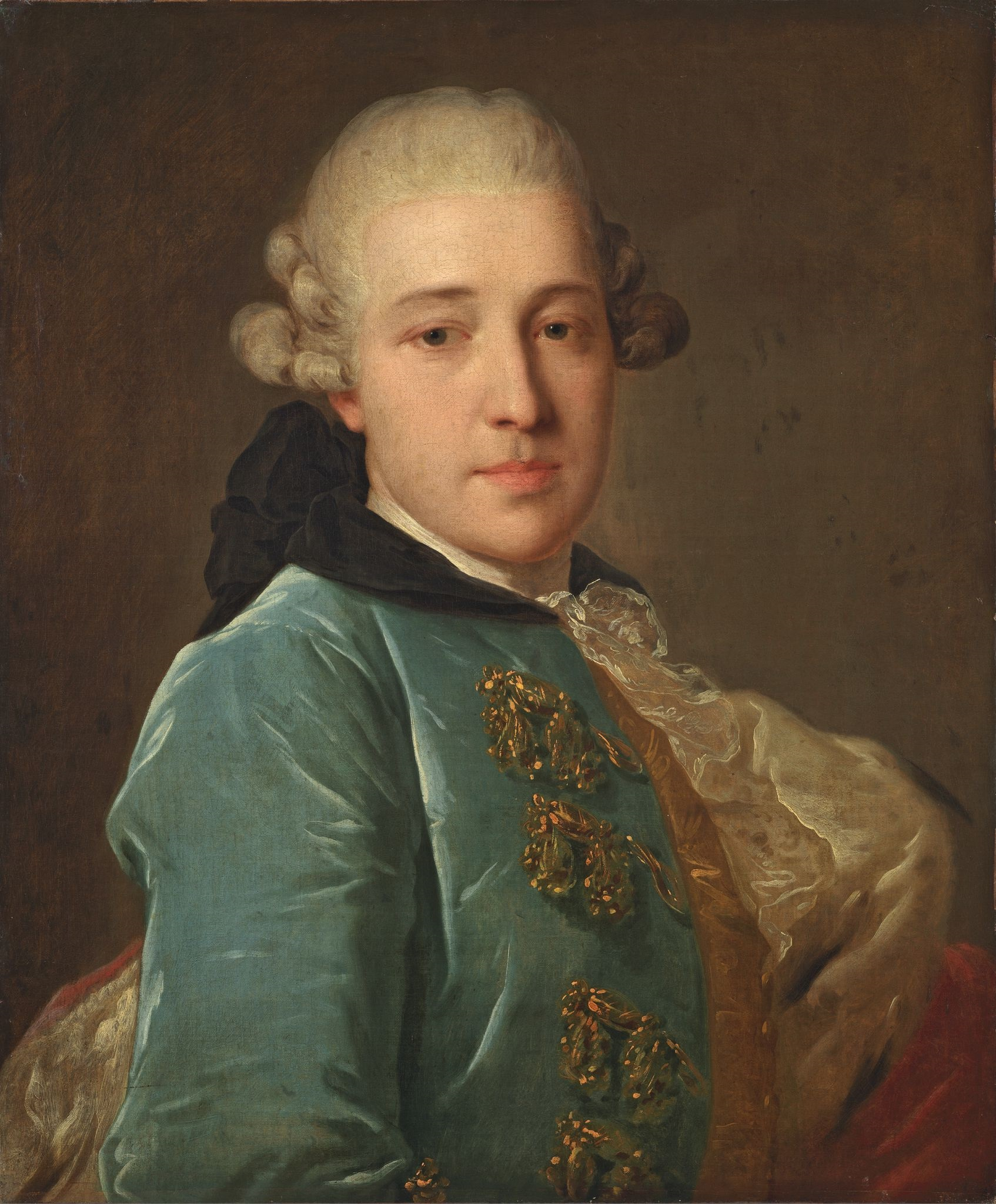
Portrét D. M. Golicyna